# Caravana
Pour plus de détails, voir Fiche technique et Distribution.
Caravana est un film documentaire espagnol réalisé en 2005 par Gerardo Olivares.

## Synopsis
Wahid et Tashi sont deux jeunes garçons de dix ans qui vivent dans deux des régions les plus inhospitalières de la planète : le désert de Ténéré et la cordillère de l’Himalaya. Et malgré les milliers de kilomètres qui les séparent, ils ont quelque chose en commun qui va d’ailleurs signifier un avant et un après dans leurs vies. Pour la première fois ils vont accompagner, dans un long et périlleux voyage, leurs familles qui depuis des générations consacrent leur vie au commerce du sel. Caravana est l’histoire réelle de ces deux voyages racontés à travers les personnages de Wahid et Tashi. Le premier traversera le désert de Ténéré (Niger) avec une caravane de quarante chameaux jusqu’aux salines de Bilma et le second, la cordillère de l’Himalaya au Népal avec cinquante yaks, jusqu’aux salines de Dabrié.

## Fiche technique
- Réalisation : Gerardo Olivares
- Production : Explora Films
- Scénario : Gerardo Olivares
- Image : Gerardo Olivares
- Musique : Tim Story
- Montage : Gerardo Olivares